# Styx
Styx (Стікс) — американський рок-гурт.

## Історія

### Зустріч та перші записи
Утворений 1972 року в Чикаго. До першого складу гурту ввійшли: Денніс Де Янг (Dennis De Young; 18 лютого 1947, Чикаго, США) — вокал, клавішні; Джеймс Янг (James Young; 14 листопада 1948, Чикаго, США) — вокал, гітара; Джон К'юрулевскі (John Curulewski) — гітара; Чак Пейноззо (Chuck Panozzo; 20 вересня 1947, Чикаго, США) — бас, вокал та Джон Пейноззо (John Panozzo; 20 вересня 1947, Чикаго, США) — ударні, вокал.
Пов'язані з цією формацією музиканти, а саме брати Пейноззо та Денніс Де Янг, зустрілись ще 1964 року, коли утворили тріо Tradewinds. Незабаром, після приєднання К'юрулевскі, вони перетворилися на квартет TW 4, а 1970 року гурт розширився — приєднався Джеймс Янг. Двома роками пізніше після укладання угоди з філією фірми «RCA» — «Wooden Nickel» — музиканти взяли собі назву Styx.

### Визнання
Перебуваючи під впливом симфонічної та прогресивної музики, музиканти Styx на початку 1970-х видали серію неоднорідних та мелодійних альбомів. Однак, визнання довго не приходило, поки 1975 року на музичному ринку не з'явився сингл «Lady», що потрапив у першу десятку американського чарту. Сама пісня походила з виданого ще 1973 року альбому «Styx II», проте тоді вона не здобула такого успіху, як у перевиданні. Також несподівано лонгплей «Styx II» за два роки після видання потрапив на 20 місце.
Того ж 1975 року члени Styx уклали нову угоду на записи, цього разу з фірмою «А & М», і вже для неї зробили свою п'яту, солідну платівку «Equinox». Після її появи зі своїми колегами розлучився Кюрулевскі, а його місце зайняв Томмі Шоу (Tommy Shaw; 11 вересня 1953, Монтгомері, Алабама, США). Ця зміна виявилась переламним моментом у кар'єрі гурту. Вже альбом «Crystal Ball» привертав до себе увагу цікавими вокальними партіями Томмі Шоу і комерціалізованою музикою. Однак справжній успіх прийшов до Styx разом з появою 1977 року платівки «Grand Illusion». Трималася вона в американському чарті найкращих альбомів майже 9 місяців, піднявшись аж до 6 місця. Вибрана з нього для синглу композиція «Sail Away» здобула восьму позицію.

### Pieces of EightіCornerstone
Чергові платівки — «Pieces Of Eight», що з'явилась 1978 року та видана через рік «Cornerstone» — закріпили високу позицію квінтету на музичному ринку, а сингл «Babe», що походив з другого альбому, став першим в історії гурту, що очолив американський чарт. На хвилі великої популярності 1980 року Styx видали концептуальний альбом «Paradise Theatre», з якого походили два хіт-сингли з першої американської десятки: «The Best Of Times» та «Too Much Time On My Hands». Взагалі, цей альбом виявився найпопулярнішим лонгплеєм гурту, який займав першу позицію в американському чарті цілих три тижні. Його наступник, альбом «Kilroy Was Here», музиканти приготували ретельно та відповідно до виправданого рецепта запису «Paradise Theater». Під час перших симптомів творчої кризи у гурті фірма «А & М» намагалась врятувати ситуацію, запропонувавши на музичний ринок концертний альбом «Caught In The Act». Однак це ніяк не перешкодило розпаду гурту 1984 року.

### Другий подих
Присвятивши другу половину 1980-х років головним чином сольним кар'єрам, учасники Styx вирішили 1990 року відродити діяльність гурту. Денніс Де Янг, Джеймс Янг та брати Пейноззо, запросивши на місце Томмі Шоу, який віддав перевагу новоствореному супергурту Damn Yankees, Глена Бертніка (Glen Burtnick), запропонували того ж 1990 року альбом «Edge Of The Century», доводивши, що їхній гурт ще не вмер. 1997 року Де Янг, Шоу, Янг та Чак Пейноззо знову зібралися разом і запросивши ударника Тодда Сачермана (Todd Sucherman), зробили альбом-компіляцію з кількома новими піснями «Return To Paradise».

## Дискографія
- 1972: Styx
- 1973: Styx II
- 1974: The Serpent Is Rising
- 1974: Man Of Miracles
- 1974: The Best Of Styx
- 1975: Equinox
- 1976: Crystal Ball
- 1977: The Grand Illusion
- 1978: The Best Of Styx
- 1978: Pieces Of Eight
- 1979: Cornerstone
- 1980: Paradise Theater
- 1982: Takeoff — The Styx Collection
- 1983: Kilroy Was Here
- 1984: Caught In The Act
- 1987: Classics Vol. 15
- 1990: Edge Of The Century
- 1991: The Best Of Styx
- 1991: Fan Box Set
- 1995: Greatest Hits
- 1996: Greatest Hits. Part II
- 1997: The Best Of Times — The Best Of Styx
- 1997: Return To Paradise
- 1999: Brave New World
- 2003: Cyclorama
- 2005: Big Bang Theory
- 2017: The Mission
- 2021: Crash of the Crown
- 2025: Circling from Above

### Dennis De Young
- 1984: Desert Moon
- 1986: Back To The World
- 1988: Boomchild
- 1994: 10 On Broadway

### Tommy Shaw
- 1984: Girls With Guns
- 1985: What If
- 1987: Ambition
- 1995: Hallucination (як Shaw/Blades разом з Джеком Бледсом)
- 1998: 7 Deadly Zens

### James Young
- 1988: Out On A Day Pass